# Agave chrysantha
Espèce
Synonymes
- Agave palmeri var. chrysantha (Peebles) Little ex L. Benson[3]
- Agave palmeri var. chrysantha (Peebles) Little[1]

Agave chrysantha est une espèce de plantes du genre Agave.